# Райнер Мария Рилке
Райнер Мария Рилке (на немски: Rainer Maria Rilke) е австрийски поет, смятан за един от най-значимите творци на поезия от края на XIX и началото на XX век.

## Биография
Рилке е роден в Прага, но е смятан за австрийски поет, понеже пише главно на немски в пределите на старата Австро-Унгарска империя. Израства в семейството на чиновник от железопътното ведомство с провалена военна кариера. По желание на честолюбивата си майка Рилке години наред е възпитаван като момиче, носи женски дрехи и прически. След раздялата на родителите му, по настояване на бащата като противовес прекарва пет години във военно училище, където се чувства смазан физически и психически. Рилке следва в Търговската академия в Линц, а после записва философия, право и история на изкуството в университетите в Прага, Мюнхен и Берлин. Останалата част от живота му преминава в непрекъснати странствания из Италия, Испания, Франция, Дания, Швеция и Швейцария. Сред тях особено значение има пътуването му до Москва, където многократно се среща с Лев Толстой.
Последните си години Рилке проживява в Швейцария, където приятели му предоставят една кула в така наречения „Замък Мюзо“. Там поетът, вдъхновен от лириката на близките му Пол Валери и Андре Жид, пише стихове предимно на френски, някои издадени след смъртта му. Умира от левкемия и е погребан в двора на старата църква в Рарон сред Бернските Алпи. На надгробната му плоча е издълбана епитафия, сътворена от самия Рилке:
| „ | Роза, о, чисто противоречие, радост ничий сън да не бъдеш под толкова много клепачи. | “ |

## Творби
В своята младост Рилке всяка Коледа завършва по една стихосбирка – така публикува книгите „Живот и песни“ (1894), „Жертва на ларите“ (1895), „Увенчан от сънища“ (1896) и „Пред Рождество“ (1897), които в 1903 г. обединява в сборника „Първи стихотворения“. В началото на новото столетие Рилке издава стихосбирката „Книга на образите“ в четири части (1902 – 1906). В Париж той става секретар на скулптора Огюст Роден, който му оказва силно влияние със строгостта на формата, конкретността и експресивността на пластиките си. Във френската столица Рилке създава стихосбирката си „Часослов“ (1905), посветена на писателката Лу Андреас-Саломе, близка негова приятелка до края на живота му. Публикува и сборника „Нови стихотворения“ (1907), както и книгата „Реквием“ (1909). След тежка душевна криза, от която се избавя едва с написването на романа „Записките на Малте Лауридс Бриге“ (1910), Рилке заминава за Северна Африка, а после за две години се установява като гост на княгиня Мари фон Турн унд Таксис в старинния замък „Дуино“ на Адриатическото крайбрежие – там започва да пише прочутите си „Дуински елегии“ (1912 – 1922) и замисля цикъла „Сонети към Орфей“ (1923), негова поетическа изповед.

## Рилке в България
През 1919 г. в Стара Загора излиза в библиотека „Везни“ прочутата младежка творба на Райнер Мария Рилке „Песен за любовта и смъртта на корнета Кристоф Рилке“ (създадена през 1899 г. и публикувана в завършен вид през 1906 г.) в превод на Гео Милев. Българският поет, усвоил от Пенчо Славейков идеите на „европеизма“, насочва вниманието към голямото творчество на австрийския символист, когото той определя като „естет, майстор на формата“. През 1921 г. в София са отпечатани Рилкевите „Записки на Малте Лауридс Бриге“. На следващата година Гео Милев издава своята „Антология на жълтата роза – лирика на злочеста любов“, и в нея е включил стихотворението на Рилке „Молитва на девиците“.
Николай Лилиев публикува през 1924 г. в сп. „Златорог“ пет творби на Рилке – „Жертва“, „Ангели“, „Абисаг“, „Есенен ден“ и „Поетът“. Към тях написва и кратък очерк за творчеството на австрийския поет, където казва: „Малте Лауридс Бриге представлява почти прозрачна биография на едно вътрешно Аз... Книгата е биография на поет, който „разтваря същността на своето Аз в същността на нещата“, на които се отдава беззаветно... Да преобразява, а не да измисля материята – е същността на поезията.“
По случай смъртта на Рилке през 1926 г. в сп. „Хиперион“ е публикувана статия от Николай Дончев.
Порасналият интерес към света на Рилке след Втората световна война довежда до най-крупното му представяне през 1979 г. с един том „Лирика“ в поредицата „Световни поети“. Сборникът включва 130 творби на Рилке, подбрани от Венцеслав Константинов из книгите на поета „Първи стихотворения“, „Ранни стихотворения“, „Книга на образите“, „Часослов“, „Нови стихотворения“, „Реквием“, „Дуински елегии“ и „Сонети към Орфей“. Изданието е богато коментирано, а в предговора на Петър Велчев се казва: „Песните на Райнер Мария Рилке, този последен Орфей на европейската култура, остават едни от най-автентичните и проникновени страници в духовните търсения на нашия век.“ През 1985 г. е публикуван нов превод на „Записките на Малте Лауридс Бриге“.

## Влияние
Поезията на Райнер Мария Рилке – от неговата първа книга „Живот и песни“, написана в маниера на сецесионния „югендстил“, до последните му предсмъртни стихове – е проникната от копнеж по съкровена човешка близост, чиято непостижимост води до все по-дълбока самота и изтънчено самовглъбяване. В духа на немския неоромантизъм Рилке създава „чисто изкуство“, отправено пряко към човека като единствена значима реалност. Определящи мотиви на творбите му е смъртта и копнежът по отвъдното. За Рилке смъртта е не гибел, а своеобразно възнесение към непознати и далечни небесни региони. Много от повтарящите се образи в творчеството му се фокусират върху проблемите на християнството (например стихотворението „Слизането на Христос в ада“) в една епоха на скептицизъм, самота и дълбока вътрешна тревога. Като изключителен майстор на формата Рилке си служи със сецесионно оцветен свещенодействен език, достигащ до границите на възможно изразимото.

## Признание
В чест на поета е учредена престижната награда за лирика „Райнер Мария Рилке“.

### Поезия
- „Leben und Lieder. Bilder und Tagebuchblätter“ (1894)
- „Larenopfer“ (1895)
- „Wegwarten. Lieder dem Volke geschenkt“ (1896)
- „Traumgekrönt. Neue Gedichte“ (1896)
- „Advent“ (1897)
- „Mir zur Feier“ (1899)
- „Das Stunden-Buch“ (1905)
  - „Das Buch vom mönchischen Leben“ (1899)
  - „Das Buch von der Pilgerschaft“ (1901)
  - „Das Buch von der Armut und vom Tode“ (1903)

- „Das Buch der Bilder“ (4 Teile, 1902 – 1906)
- „Neue Gedichte“ (1907)
- „Der neuen Gedichte anderer Teil“ (1908)
- „Requiem“ (1908)
- „Das Marien-Leben“ (1912)
- „Duineser Elegien“ (1912 – 1922)
- „Die Sonette an Orpheus“ (1923)

На френски
- „Vergers“ (1926)
- „Les Quatrains Valaisans“ (1926)
- „Les Roses“ (1927)
- „Les Fenêtres“ (1927)

### Проза
- „Geschichten vom Lieben Gott“ (1900)
- „Die Weise von Liebe und Tod des Cornets Christoph Rilke“ (1906)
- „Die Aufzeichnungen des Malte Laurids Brigge“ (1910)